# L'imperfetta meraviglia
L'imperfetta meraviglia è il diciannovesimo romanzo di Andrea De Carlo, uscito nel 2016.
Il libro è stato tradotto in francese da HC Editions, in tedesco da Diogenes, in olandese da Wereldbiblitheek, in polonia da Bukowi Las, in inglese da Atria (Simon & Schuster), in portoghese da Don Quixote, in ebraico da Modan Keter, in spagnolo da Planeta Seix Barral.

## Trama
Ambientato nel Canton de Fayence, nel sud della Francia, il romanzo alterna di capitolo in capitolo il punto di vista di Milena Migliari, gelataia italiana che in uno dei villaggi ha la sua bottega, e quello di Nick Cruickshank, rockstar anglo-irlandese che a qualche decina di chilometri possiede una delle sue molte residenze. Milena è alle prese con la fine della stagione estiva, e con i dilemmi che nascono dal rapporto con Viviane, la donna con cui vive. Nick sopporta di pessimo grado l'invasione della sua privacy dovuta alle preparazioni del matrimonio con Aileen, inarrestabile imprenditrice. È un'ordinazione mostre di gelato a creare un contatto tra due persone apparentemente lontanissime, che scoprono invece di assomigliarsi in modo sorprendente. 
Come e più che in altri suoi romanzi, De Carlo lavora su un doppio registro, maschile e femminile, indagando la psicologia dei suoi personaggi e le loro interazioni, costruendo due narrazioni parallele che confluiscono nel flusso del romanzo.

## Edizioni
- Andrea De Carlo, L'imperfetta meraviglia, Firenze; Milano: Giunti, 2016